# Лавров, Александр Николаевич
Александр Николаевич Лавров (род. 27 апреля 1955 года, Курск, РСФСР, СССР) — советский и российский художник, член-корреспондент Российской академии художеств (2012).

## Биография
Родился 27 апреля 1955 года в Курске, живёт и работает в Воронеже.
В 1977 году — окончил художественно-графический факультет Курского государственного педагогического института.
С 1977 по 1980 годы — преподаватель Бутурлиновского художественно-графического педагогического училища.
С 1980 года — преподаватель Воронежского художественного училища, с 2004 года — преподаватель Воронежского государственного института искусств.
С 1990 года — член Союза художников СССР, России.
С 2004 по 2006 годы — председатель правления Воронежского областного отделения Союза художников России.
В 2012 году — избран членом-корреспондентом Российской академии художеств от Отделения живописи.

## Творческая деятельность
Основные произведения: «Семья» (1984), «Портрет Вити Тараборкина» (1985), «Воронежский мотив» (1997), «Старая улочка» (1997), «Натюрморт с арбузом» (2000), «Вид на Ситэ. Париж» (2001), «Солнечный день» (2004).
Участник областных, зональных, всероссийских, зарубежных, международных выставок с 1978 года.

## Награды
- Заслуженный художник Российской Федерации (2008)